# Historiker-Gesellschaft der DDR
Die Historiker-Gesellschaft der DDR war eine dem marxistischen Geschichtsbild verpflichtete Organisation für Historiker in der DDR. Sie bestand von 1958 bis 1990. Die Gesellschaft war eine Abspaltung des 1895 gegründeten und in der Bundesrepublik Deutschland bis heute fortbestehenden Verbandes der Historiker und Historikerinnen Deutschlands.

## Aufbau und Geschichte
Gegründet wurde der Verband am 18. März 1958 in Leipzig als Deutsche Historiker-Gesellschaft. Im Jahr 1972 wechselte er seinen Namen und hieß seither Historiker-Gesellschaft der DDR. 
Die Historiker-Gesellschaft war ab 1969 der Akademie der Wissenschaften der DDR zugeordnet. Ihr Hauptsitz war Ost-Berlin.
Die Historiker-Gesellschaft war einer marxistischen Geschichtsauffassung verpflichtet und sah ihr Hauptziel darin, die Geschichtswissenschaft auf „Grundlage der schöpferischen Anwendung des dialektischen und historischen Materialismus“ zu fördern. Daneben sollte die „Entwicklung der sozialistischen Gemeinschaftsarbeit“ unter den Historikern unterstützt werden. Mitglieder waren Hochschullehrer, Geschichtslehrer, Archivare, Museologen aber auch historisch Interessierte. Die Historiker-Gesellschaft war kein Berufsverband zur Interessenvertretung. Sie veranstaltete Vorträge, Exkursionen und andere wissenschaftliche Vorlesungen.
Der Verband war fachlich in Fachverbände und -kommissionen sowie regional in Bezirksverbände untergliedert. An der Spitze stand ein Präsidium. Erster Präsident war Ernst Engelberg, ihm folgte Gerhard Schilfert (ab 1965), Joachim Streisand (ab 1968), Heinrich Scheel (ab 1980) und Günter Vogler (1990).
Seit der friedlichen Revolution im November 1989 wurden in den Reihen des Verbandes Forderungen laut, die Historiker-Gesellschaft in eine berufliche Interessenvertretung umzuwandeln. Der Verband selbst veröffentlichte „Ein Wort der Historiker“, in dem er eine Mitschuld der Historiker für die Lage von Gesellschaft und Staat einräumte. Gezielt gegen ihn wurde der Unabhängige Historikerverband gegründet. 
Nach der deutschen Wiedervereinigung 1990 löste sich die Historiker-Gesellschaft zum Jahresende auf.

## Historikerkongresse
| Nr. | Tagungsort | Jahr |
| --- | ---------- | ---- |
| 1.  | Leipzig    | 1958 |
| 2.  | Dresden    | 1962 |
| 3.  | Ost-Berlin | 1965 |
| 4.  | Leipzig    | 1968 |
| 5.  | Dresden    | 1972 |
| 6.  | Ost-Berlin | 1977 |
| 7.  | Ost-Berlin | 1982 |
| 8.  | Ost-Berlin | 1989 |